# Georg Niederkofler
Georg Niederkofler (* 25. April 1822 in St. Peter in Ahrn; † 21. Dezember 1885 in Innsbruck) war ein österreichischer Bildschnitzer.
Niederkofler erlernte das Reliefschnitzen, bildete sich zum akademischen Glasmaler und lebte zeitweise in Innsbruck. Im ersten Tiroler Glasmalerbetrieb, gegründet von Georg Mader, war Georg Niederkofler als Historienmaler angestellt, wie auch andere Tiroler Künstler, so etwa die Architekturmaler Josef Eller und Andreas Baßler und der Ornamentmaler Josef Kluibenschedl.
Im Ferdinandeum in Innsbruck gibt es das Holzrelief „die Grablegung Christi“ nach Pietro Perugino von G. Niederkofler sowie ein die Markuskirche von Venedig darstellendes Holzrelief in Birnbaum und 160 Skizzen Aquarelle und Druckgraphiken.
Niederkofler hat mit den Brüdern Strickner aus Steinach a.B. am Portal der Pfarrkirche von Steinach, nach der Zerstörung durch Brand von 1853, ein Lünettenrelief geschaffen.